# Косте Ланчано (Терамо)
Косте Ланчано (итал. Coste Lanciano) је насеље у Италији у округу Терамо, региону Абруцо.
Према процени из 2011. у насељу је живело 75 становника. Насеље се налази на надморској висини од 39 м.